# Григора Іван Михайлович

Іван Григора

Григора Іван Михайлович (21 вересня 1928, с. Вонігове, нині Тячівського району Закарпатської області — 5 березня 2006, Київ) — український ботанік, геоботанік, болотознавець, педагог, доктор біологічних наук, професор.

## Життєпис
Батько — Григора Михайло Михайлович, закінчив чотири класи церковно-приходської школи. Проте, вільно розмовляв чеською, угорською, німецькою, румунською та староєврейською мовами. Працював сплавником лісу Буштинської лісосплавної ділянки, що на Закарпатті (1901—1985).
Мати — Ясінко (Григора) Марія Миколаївна, була неписьменною домогосподаркою (1909—1972).
Рідне село Івана Михайловича до 1939 року входило до складу Чехії, з 1939 по 1944 рр. — до Угорщини, з 1944 по 1991 рр.– до УРСР, а з осені 1991 року до складу України.
Навчався у школах — чеській та угорській, а з 1945 року — в українській.
Закінчив:
- восьмий клас Вонігівської народної школи (1942)
- Тячівську горожанську школу (1944);
- Тячівську середню школу (1949);
- біологічний факультет Ужгородського державного університету (1953). Отримав кваліфікацію — біолога-ботаніка. Тема дипломної роботи: «Скельно-розсипна рослинність південно-східної частини Закарпаття»;
- аспірантуру при відділі геоботаніки Інституту ботаніки АН УРСР (1956). Захистив дисертацію на тему: «Болота нижньої течії річки Стир у межах Української РСР». Отримав − науковий ступінь кандидата біологічних наук за спеціальністю «Ботаніка»;
- докторантуру при Українській сільськогосподарській академії (1981). У 1988 році в Інституті ботаніки ім. М. Г. Холодного захистив дисертацію на тему: «Походження та динаміка лісових боліт Українського Полісся» й отримав науковий ступінь доктора біологічних наук за спеціальністю «Ботаніка».

Наукова та освітня діяльність:
- асистент кафедри ботаніки Української сільськогосподарської академії (1956);
- заступник декана факультету захисту рослин по роботі зі студентами-іноземцями (1967—1972);
- вчений секретар спеціалізованої вченої ради при агрономічному факультеті УСГА із захисту кандидатських і докторських дисертацій з спеціальності «Ботаніка, генетика, фізіологія рослин» (1968—1971);
- завідувач кафедри ботаніки Української сільськогосподарської академії (1970—1979);
- відповідальний редактор та член редколегії тематичних наукових збірників кафедри ботаніки (1974—1983);
- завідувач кафедри ботаніки Української сільськогосподарської академії (1981—1982);
- доцент кафедри ботаніки Української сільськогосподарської академії (1982—1988);
- завідувач кафедри ботаніки, професор кафедри ботаніки Національного аграрного університету (1988—1998);
- голова учбово-методичного об'єднання викладачів сільськогосподарських вузів загальноосвітніх, суспільних та гуманітарних дисциплін при Міністерстві сільського господарства і продовольства України (1992—1996);
- член Експертної ради ВАК України за спеціальністю «Ботаніка» (1997—2000);
- почесний член Українського ботанічного товариства (1997);
- професор кафедри ботаніки Національного аграрного університету (1998—2006);

## Наукові інтереси і здобутки
Досліджував різні типи рослинності України, їх зміни під впливом гідромеліорацій та інших факторів. Розвивав новий напрям болотознавства в Україні — лісове болотознавство, вивчав види торфу і торфові поклади, їх зміни під впливом сільськогосподарського використання.
Трудову діяльність розпочав 23 листопада 1956 року після зарахування на посаду асистента кафедри ботаніки Української академії сільськогосподарських наук (нині Національний університет біоресурсів і природокористування України).
З 1959 року читав курс лекцій із загальної ботаніки для студентів, що навчались на факультетах академії (агрономічному, агрохімічному та ґрунтознавства, захисту рослин). Також викладав загальну та тропічну ботаніку студентам-іноземцям, які навчались на факультеті захисту рослин.
У 1962 році отримав атестат доцента, а у 1990 — професора.
Поєднував педагогічну й науково-методичну роботу. Його фаховий доробок складається більше як із 200 публікацій різного ґатунку, в тому числі − 6 підручників, 22 навчальних посібників і практикумів, 45 методичних вказівок та більше як 15 навчальних програм, 6 монографій та 4 методичних рекомендацій для виробництва.
У педагогічній діяльності Івана Михайловича чільне місце займало впровадження технічних засобів навчання з ботаніки, зокрема із контролю та модульно-рейтингової оцінки знань студентів.
Увагу концентрував на удосконалення наукової тематики й укріплення матеріально-технічної бази кафедри ботаніки. За його ініціативи та безпосередньої участі створено лабораторію геоботаніки й морфогенезу рослин, придбано нове обладнання тощо.
Водночас із педагогічною діяльністю проводив наукові дослідження боліт Північного Лісостепу та Полісся України. За його рекомендації 32 болота було залучено до кадастру «Торф'яний фонд України». Виокремив 17 нових типів покладів торфу, описав 11 видів торфу, раніше невідомих на теренах центральної Європи. Опрацював новий перспективний науковий напрям — лісове болотознавство. Завдячуючи його науковим напрацюванням вперше для Українського Полісся описано низку нових та рідкісних рослинних формацій, а також виокремлено у будові покладів торфу їх змішаний та верховий типи.
Стояв біля витоків розроблення теоретичних засад прогнозування змін рослинності на землях, які зазнали надмірного антропогенного впливу.

## Відзнаки
Нагороджений:
- ювілейною медаллю «В пам'ять 1500-річчя Києва» (1983);
- медаллю «Ветеран праці» (1987);
- нагрудним знаком «Відмінник освіти України» (1998);

## Вибрані праці
1. Григора І. М. Ботаніко-географічні зони України. — Київ, 1970.
2. Тихомиров Ф. К., Навроцька А. А., Григора І. М. Ботаніка. — Київ, Урожай, 1996.
3. Григора І. М., Соломаха В. А. Основи фітоценології. — Київ, Фітосоціоцентр, 2000.- 240 с.
4. Григора І. М., Соломаха В. А. Рослинність України. — Київ, Фітосоціоцентр, 2005.- 453 с.